# هو چینگ (بوکسور)
هو چینگ (انگلیسی: Hu Qing؛ زادهٔ ۱۹ ژانویهٔ ۱۹۸۶) بوکسور اهل چین است.